# Элекснет
Элекснет — российская сеть терминалов самообслуживания с функциями денежных переводов, оплаты за товары и услуги.
На 1 января 2020 года компания представлена в 74 регионах России, количество собственных терминалов — более 3 тыс. Помимо оплаты через терминалы, возможна онлайн оплата на сайте компании.

## Деятельность
«Элекснет» является провайдером финансовых услуг, предоставляет круглосуточную возможность производить платежи, погашать кредиты в банках и зачислять средства на банковские счета, осуществлять денежные переводы, оплачивать товары и услуги. Терминалы устанавливаются в супермаркетах, магазинах, торговых и развлекательных центрах, на заправках, в отделениях банков и салонах сотовой связи. Большинство терминалов работает круглосуточно.
Все банковские операции осуществляются кредитной организацией АО НКО «Элекснет», которая действует с 1992 года, имеет лицензию ЦБ РФ на осуществление банковских операций.

## История
Группа компаний «Элекснет» основана в 2000 году.
- 1 января 2001 года установлены первые терминалы оплаты сотовой связи в офисах «МТС» и «Билайн»[1].
- В январе 2002 года установлен первый терминал за пределами Москвы — в Санкт-Петербурге[2].
- С мая 2003 года компания начинает сотрудничать с WebMoney — через терминалы можно пополнять свои R-кошельки.
- В 2005 году привлечены средства профессионального инвестора — скандинавского фонда прямых инвестиций Mint Capital[3].
- В этом же году появилась возможность через терминалы зачислить средства на любую карту Visa, выданную российским банком.
- 2008 год — реализована возможность через терминалы пополнять транспортные карты ГУП «Мосгортранс»; внедрена технология чтения бесконтактных карт[4], которая может работать с любыми картами, оснащенными RFID-чипом.
- С 2011 года появился «Электронный кошелёк Элекснет»[5].
- 2012 год — отменены комиссии за пополнение мобильных телефонов через «Электронный кошелёк».
- 2016 год — редизайн платежного сайта с применением адаптивной вёрстки.
- 2017 год — компания «Элекснет» стала частью нефтегазового холдинга, что позволило усилить присутствие на автозаправках, создать АЗС самообслуживания. Также была подтверждена сертификация безопасности данных PCI DSS.
- 2018 год — терминалы «Элекснет» установлены на всех автозаправках «Роснефть» и BP в Москве и Московской области. Расширился перечень банков-партнёров, компания стала членом платёжной системы МИР.